# Benito Sanz y Forés
Benito Sanz y Forés (Gandía, 21 de marzo de 1828-Madrid, 1 de noviembre de 1895)  fue un sacerdote, obispo y cardenal español que ocupó las cátedras de Oviedo, Valladolid y Sevilla. Fue el último refomador del famoso catecismo del padre Astete.

## Biografía
Benito Sanz y Forés nació en la localidad valenciana de Gandía. Estudió Filosofía y Derecho en la Universidad de Valencia, donde obtuvo el doctorado en 1848. Continuó sus estudios en el seminario de Valencia, en el que obtuvo los grados de doctor en Derecho canónico (1853) y en Teología (1857).
El 27 de marzo de 1852 fue ordenado sacerdote de la archidiócesis de Valencia, en cuyo seminario fue profesor de Derecho canónico  entre los años 1851 y 1857 antes de convertirse en vicario general.
En Madrid trabajó en la nunciatura. Fue predicador en la corte real y auditor en el tribunal de Rota de Madrid en 1866.
El 22 de junio de 1868 fue nombrado obispo de Oviedo por el papa Pío IX, y fue consagrado el 8 de noviembre de 1868. Durante su pontificado se construyeron varios edificios en Covadonga, como el hospicio de peregrinos. Sanz encargó al arquitecto alemán Roberto Frassinelli el diseño de la Basílica de Covadonga. 
Como obispo de Oviedo participó entre 1869-1870 en el Primer Concilio Vaticano.
El 18 de noviembre de 1881 fue promovido al arzobispado de Valladolid, del cual tomó posesión el 20 de diciembre de 1882. El 30 de diciembre de 1889 fue trasladado a la sede de Sevilla.
Fue nombrado cardenal por el papa León XIII en el consistorio del 16 de enero de 1893, con el título de San Eusebio. 
Falleció en Madrid el 1 de noviembre de 1895, y fue enterrado dos años más tarde en la Catedral de Sevilla.